# 山东半岛

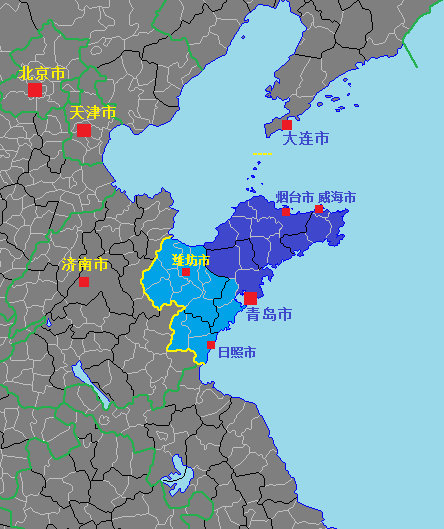
广义与狭义上的山东半岛

山东半岛，是中国第一大半岛，位于山东省东部。广义上，以寿光羊口的小清河口为北界，向南跨越泰沂山脉和齐长城，至苏鲁交界的日照绣针河为南界，该线以东区域为山东半岛。而狭义上，则以胶莱河为界以东，该范围又称胶东半岛。半岛三面临海，北面与辽东半岛隔渤海海峡相望，东部与韩国隔黄海相望。重要的城市有青岛、烟台、威海、潍坊、日照等。

## 地理

### 位置范围
山东半岛位于山东省东部，半岛三面临海，北面与辽东半岛隔渤海海峡相望，东部与韩国隔黄海相望。山东半岛通常有狭义与广义两种说法。狭义上，以胶莱河为西界，又称胶东半岛。广义上，以寿光羊口的小清河口为北端，向南跨越泰沂山脉和齐长城，至苏鲁交界的日照绣针河为南端，该线以东区域为山东半岛。由于广义山东半岛的西界并无明确的天然分界，通常将行政区划上青岛、烟台、潍坊、威海、日照5市的范围称为山东半岛。

山东半岛五市
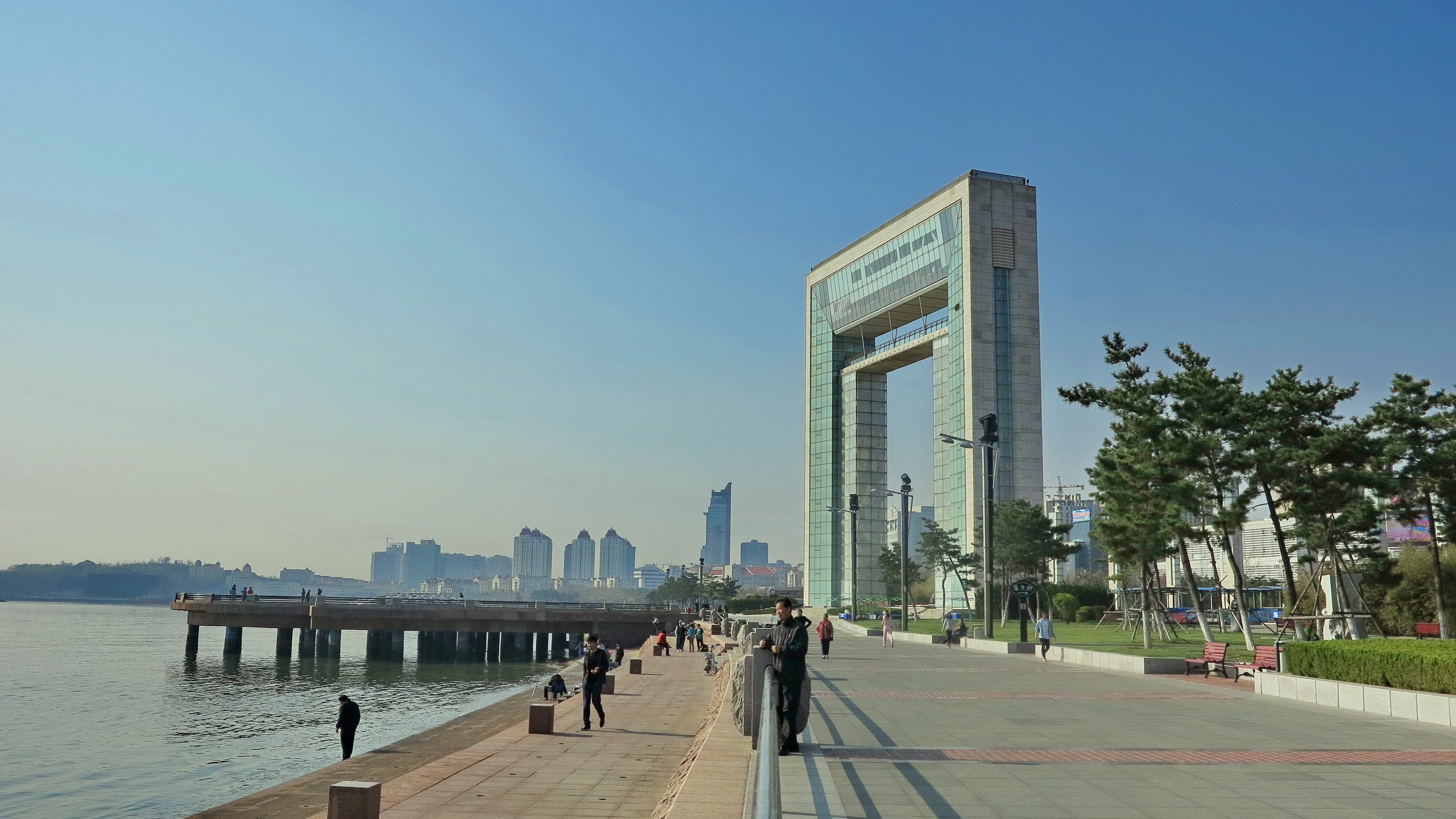
威海
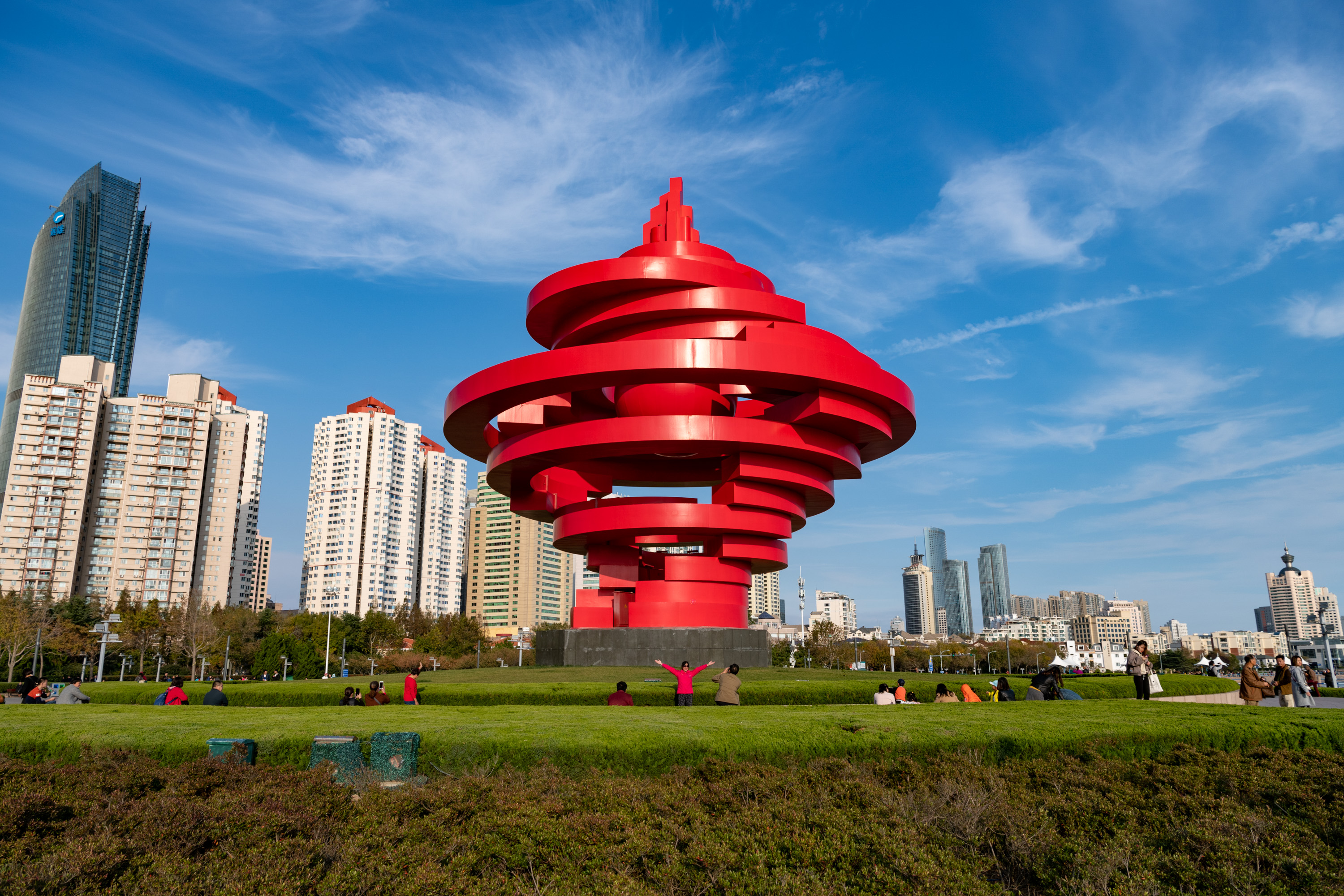
青岛
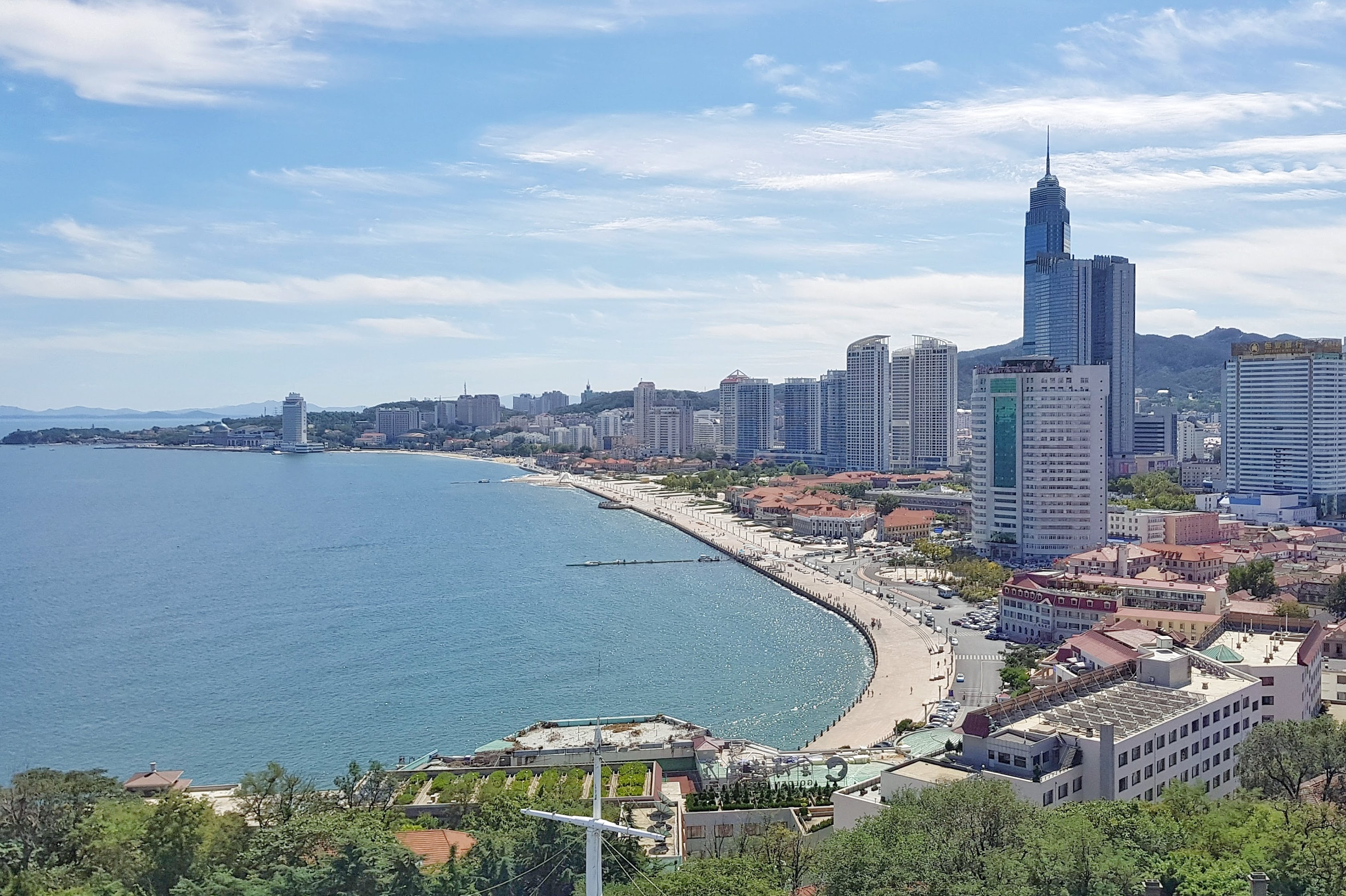
烟台
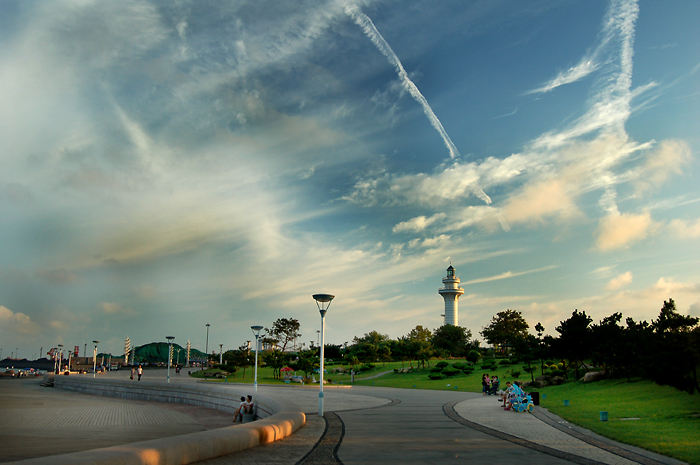
日照
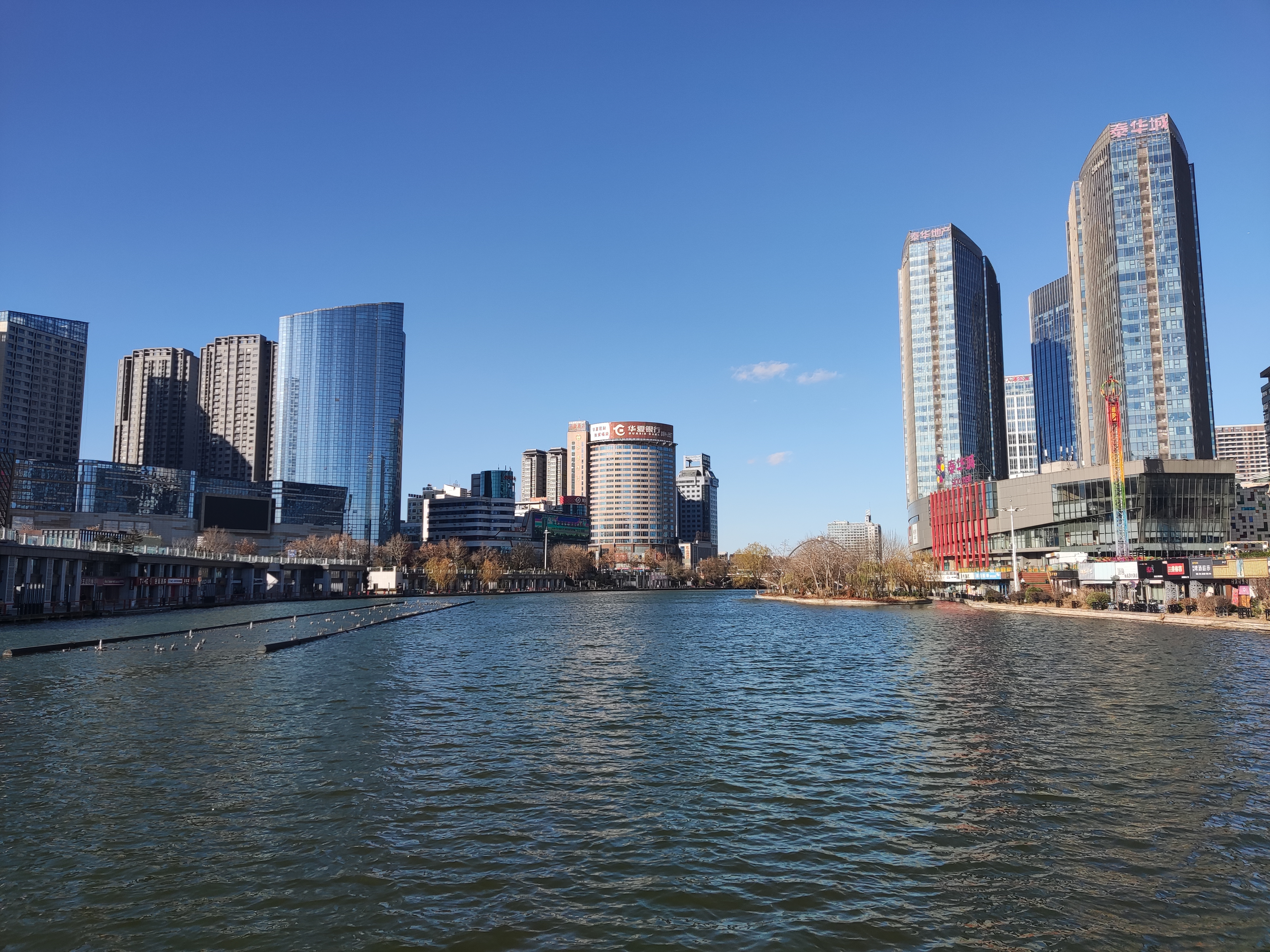
潍坊

### 地质地貌
山东半岛属中朝准地台胶辽台隆。太古代片麻岩和片岩等深变质结晶岩广泛出露，白垩纪末有广泛的火山岩喷发和酸性岩浆侵入活动。中新世以后，渤海总体大幅度下陷，成为华北—下辽河沉降带拗陷最深的大型新生代断裂—拗陷盆地。上新世末，特别是第四纪以来渤海海峡断裂下陷。全区被北北东—北东和北北西—北西两组断裂分割，形成大小不一的断块，经长期剥蚀分割，形成较破碎的低缓丘陵。少数山岭突出丘陵之上。半岛南部的崂山主峰崂顶海拔1133米，为半岛最高峰。中北部的牙山、昆嵛山、伟德山以及罗山、大泽山、艾山等，多为近北东走向。山地丘陵间有桃村地堑盆地、莱阳断陷盆地和胶莱凹陷平原等。沿海有宽窄不等的带状平原，以蓬（莱）黄（县）掖（县）平原面积最大。
山东半岛海岸蜿蜒曲折，港湾岬角交错，岛屿罗列，是华北沿海良港集中地区。胶州湾的青岛、芝罘湾的烟台、威海湾的威海、石岛湾的石岛和龙口等均为中国著名港口。半岛沙嘴沙滩发育。沙洲发育之地，岛陆相连形成陆连岛，如烟台附近的芝罘岛、龙口附近的屺坶岛。沿海岛屿除渤海海峡的庙岛群岛外，均分布于近陆地带，较大者有象岛、莫邪岛、杜家岛、田横岛、刘公岛、鸡鸣岛、崆峒岛、褚岛、苏山岛和南黄岛等。

### 气候
山东半岛属暖温带湿润季风气候。1月（最冷月）均温－3～－1℃，8月（最热月）均温约25℃，极端最高温约38℃。10℃以上活动积温为3800～4100℃。年降水量650～850毫米，半岛南侧在800毫米以上；西北侧滨海平原约600毫米。年降水量约60%集中于夏季，且强度大，常出现暴雨。降水年均相对变率约20%。年均相对湿度在70%以上。半岛东侧南部沿海4～7月多海雾，年均雾日30～50天。半岛东北侧烟台、威海等地冬季多降雪。
|      | 春   | 春   | 春   | 春     | 夏   | 夏   | 夏   | 夏     | 秋   | 秋   | 秋     | 秋     | 冬     | 冬   | 冬   | 冬     |        |
| 地點 | 三月 | 四月 | 五月 | 季平均 | 六月 | 七月 | 八月 | 季平均 | 九月 | 十月 | 十一月 | 季平均 | 十二月 | 一月 | 二月 | 季平均 | 年平均 |
| 青岛 | 4.5  | 10.2 | 15.7 | 10.1   | 20.0 | 23.9 | 25.1 | 23.0   | 24.1 | 15.9 | 8.8    | 15.4   | 2.0    | -1.2 | 0.1  | 0.3    | 12.2   |
| 烟台 | 4.3  | 11.2 | 17.8 | 11.1   | 21.7 | 24.7 | 25.0 | 23.8   | 21.2 | 15.6 | 8.4    | 15.1   | 1.6    | -1.6 | -0.5 | -0.2   | 12.5   |
| 潍坊 | 5.1  | 12.5 | 19.1 | 12.2   | 23.6 | 25.9 | 25.2 | 24.9   | 20.2 | 14.2 | 6.5    | 13.6   | -0.5   | -3.2 | -1.0 | -1.6   | 12.3   |

### 水系
山东半岛水系发源于中部山地，南北分流，独流入海，河床比降大，源短流急。河川径流洪枯悬殊，汛期集中全年径流量的70～80%，水位、流量过程线随降水变化而迅速涨落，但一般不致为害。如遇暴雨则山洪暴发，加以河口受海潮顶托，往往加重了洪水危害；枯水季节河床暴露，甚至发生河水断流和枯涸现象。

### 植被与土壤
天然植被为暖温带落叶阔叶林，主要树种有栎类，如麻栎、檞、枹等树，以麻栎最多，但常因放养柞蚕而伐去主干呈灌木状，构成山地丘陵特殊的“柞岚”景观。针叶树以日本赤松为代表。植物区系中有亚热带成分，如苦木、山胡椒、三桠乌药等；还有东北区系成分，如蒙古栎、辽东栎、赤杨等。20世纪初引种了黑松、日本落叶松等树种。山东半岛开发历史悠久，原生植物破坏殆尽。
地带性土壤为典型棕色森林土（俗称山东棕壤），一般分布在缓坡地和排水良好的平地，多已辟为农田和果园，发育成熟化的耕作土。低山丘陵中上部残积、坡积物上的粗骨棕壤土层浅薄，质地较粗，多种植花生、甘薯等作物。半岛的果树栽培以苹果、梨、葡萄为主，著名的有烟台苹果、莱阳茌梨、平度大泽山葡萄。

## 历史

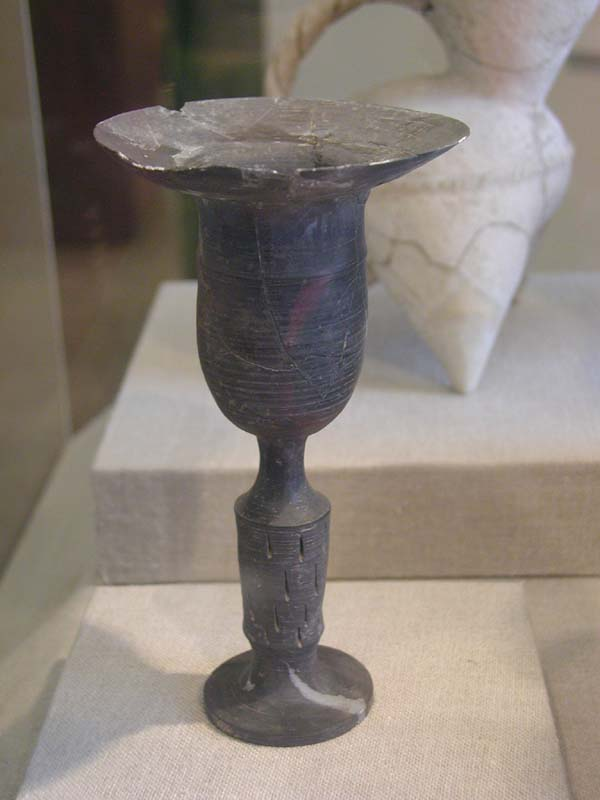
龙山文化的蛋壳高柄杯，1976年山东诸城呈子遗址出土。

今山东半岛地区在数万年前的旧石器时代为气候温和的森林，有大量远古生物生息繁衍，今有大量生物化石出土。在距今约七千年前的新石器时代，有大量东夷父系氏族先民在此从事农耕生产活动，进而发展出狩猎、畜牧及海洋捕捞，创造了丰富多彩的北辛文化、白石文化、大汶口文化、龙山文化和与夏代同期的岳石文化。岳石文化。而在中国史籍中记载中，《孟子》提到，东夷有虞氏族长舜出生在诸冯（今山东诸城境内）。

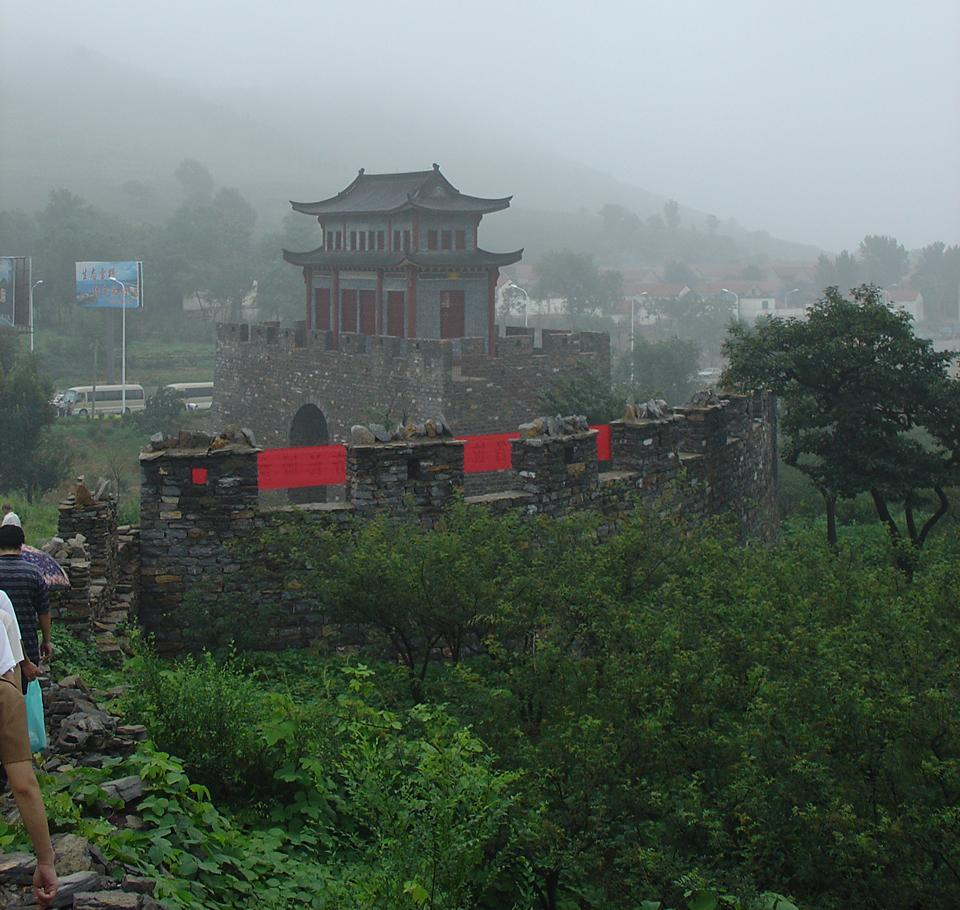
長城锦阳关

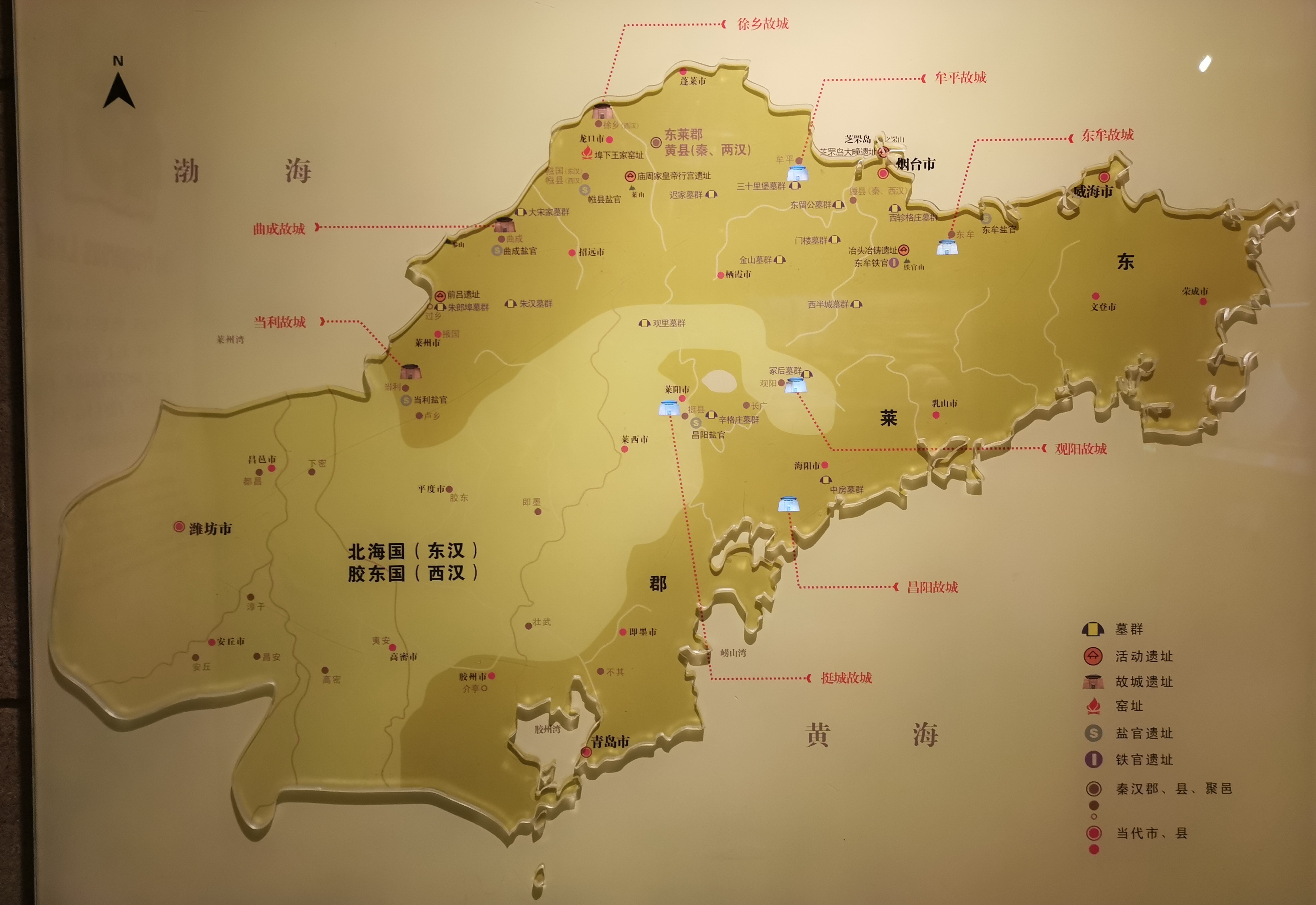
秦汉时期胶东的建制

夏代时期，半岛地区属于东夷范围，胶东地区居民多为东夷族莱人（莱夷），潍坊地区有斟灌、寒、三寿等封国。东夷有穷氏族长后羿推翻夏族长太康统治，后来后羿被族内伯明氏寒浞（生于今潍坊寒亭）篡权，前后混战百余年，史称后羿代夏。商代时期，源于东夷的商王朝，商王朝通过盟国奄国、薄姑等对山东半岛边缘地区未华夏化的东夷人进行统治，胶东地区为莱国领地。西周时期分属齐、纪、莱、莒、夷、介、淳于等封国。前690年齐国灭纪国，齐国势力逐渐向半岛地区扩张。前567年齐国灭莱国，今胶东地区多归齐国。前431年，莒国为楚国所灭，后其地大部分并入齐国，整个半岛地区归齐国所有。为防备楚国和鲁国的侵犯，齐国开始在其南部边境修筑千里长城，历时数百年，遗址今日尚存。战国时期，即墨、莒成为齐国五都之一；琅琊为重要城邑，是主要海港，前476年齐吴两国在此海域发生中国史上的首次海战。秦始皇曾三次巡幸琅邪郡，修建琅琊台，派遣徐福东渡朝鲜、日本。曾为胶东王的刘彻即位汉武帝，多次巡幸琅邪、不其（今城阳区），先后派人入海求仙。前70年，河南郡以东49郡国发生大地震，死六千余人，琅邪城郭、琅玡台、秦汉行宫、宗庙、港口全部毁坏；自此，琅邪衰败，郡治先后迁往今诸城、临沂。汉朝属于青州、徐州刺史部管辖。五胡乱华时期，慕容部鲜卑建立的南燕割据于山东，定都广固（今益都），前后共十余年。

明代膠東海防地圖

唐朝时，山东半岛属河南道，归青州、密州、莱州、登州管辖。唐朝中期，今半岛地区政治稳定，经济较为发达。公元623年置板桥镇，该镇商船往来频繁，有着与东亚、南亚、西亚等地区的广泛贸易，成为北方大港，也是朝廷对高丽用兵的军需转运站，经济和军事地位都十分重要。到了五代十国时期，由于战乱政权更替频繁，板桥镇及其周边地区繁荣的社会经济逐渐趋于萧条。北宋时，山东半岛属京东东路，经济繁荣，对外贸易发展较快。板桥镇为北方唯一海上对外联系的口岸，也是宋朝五大口岸之一，密州市舶司和临海军设置于此。板桥镇在对与高丽和日本的贸易往来和文化交流发挥了重大作用。其后宋金交恶，板桥镇的贸易受到威胁，经济趋弱。1142年，宋金协定设置海上贸易唯一的胶西榷场以互市互易，其下设置板桥镇、张仓镇等分榷场。金代时，山东半岛大致属于山东东路（治府在益都）。1280年，元世祖忽必烈下诏开凿胶莱运河，历时二年修通了这条世界最早的地峡运河。明朝时，山东半岛地区设青州府、登州府和莱州府三府。为防御倭寇，另设安东卫、灵山卫、鳌山卫、大嵩卫、靖海卫、成山卫、威海卫等。

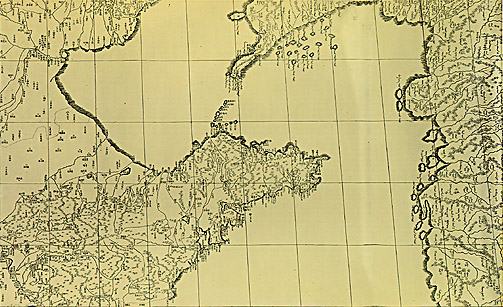
1717年皇舆全览图山东半岛部分

清朝时，山东半岛属登莱青胶道。1861年，烟台成为山东第一个开放口岸。1895年，在甲午战争中，日军攻占威海，北洋海军全军覆没。1898年，青岛和威海分别租借给德国和英国。德国还修筑了从青岛通往济南的胶济铁路（1905年）。清末，面对俄国和日本的威胁，东北终于向汉族移民开放，加上民国初年张作霖的鼓励措施，在100年间有为数上千万的山东农民闯关东谋生，其中山东半岛地区主要从青岛、烟台各港出发，通过海路，到达辽东半岛，成为今天东北人口，尤其是辽东半岛人口的重要组成部分。

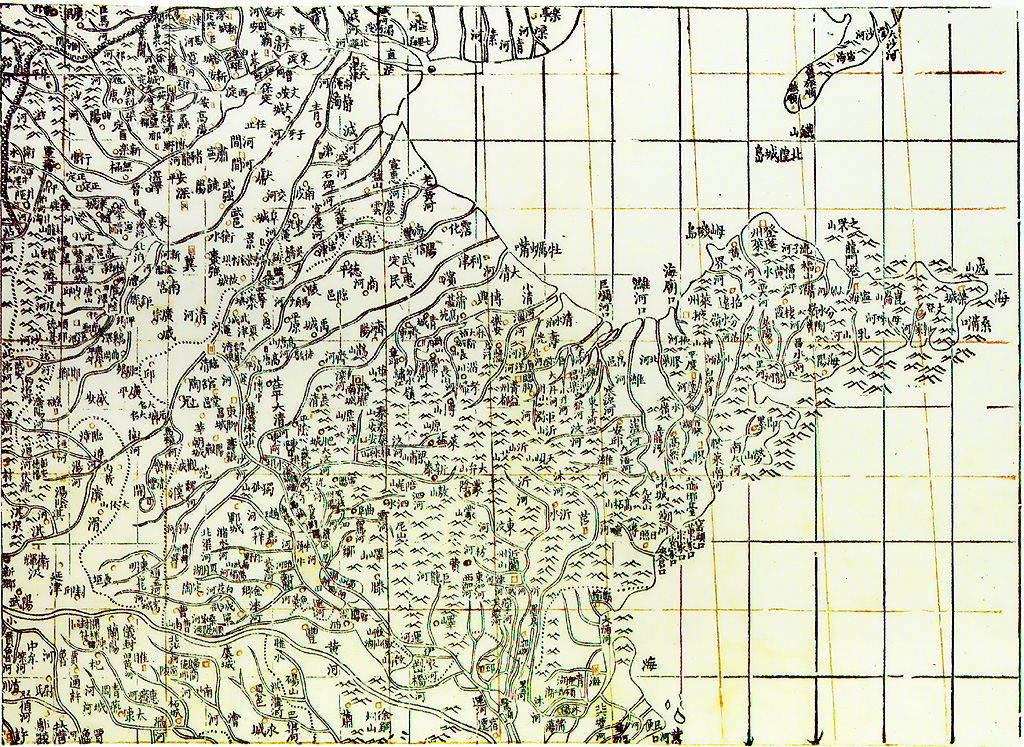
1832年皇朝一统舆地全图山东半岛部分

1922年，根据华盛顿会议，中华民国收回青岛和胶济铁路，并设立胶澳商埠督办公署，将市区称为青岛市，直属北洋政府。1930年，国民政府从英国手中收回威海。1937年－1945年的抗日战争中，日军占领了山东半岛的铁路和城市，共产党则在农村建立起沂蒙山、胶东等解放区。1949年6月，山东半岛全境解放。
因为地理上的原因，山东半岛地区与东北和韩国联系紧密。历史上有大批民众自水路乘船移民东北，现在东北也有不少人“回流”至山东半岛。1992年中华人民共和国与韩国建交后，也有大量韩国企业在该地区设厂。现在有20万以上的韩国人生活在山东半岛地区。同时，韩国在青岛设有总领事馆。

## 行政区划

### 区划沿革
- 新石器时代及夏、商：属东夷，胶东地区属莱夷。
- 西周及春秋时期：分属齐、纪、莱、莒等大国及夷、介、淳于等小国。
- 战国时期：大部属齐国。
- 秦代：属琅琊、胶东郡。
- 汉、三国及西晋时期：属青州、徐州刺史部管辖。
- 隋代：属东莱、高密、北海等郡。
- 唐及五代十国时期：属河南道，归青州、密州、莱州、登州管辖。
- 北宋：属京东东路，归青州、密州、莱州、登州、潍州管辖。
- 金代：属山东东路，归益都府、密州、莱州、登州、潍州、宁海州管辖。
- 元代：属中书省，归益都路、般阳路和宁海州管辖。
- 明代：属山东布政使司，归青州府、登州府和莱州府三府管辖。沿海另设安东卫、灵山卫、鳌山卫、大嵩卫、靖海卫、成山卫、威海卫等。
- 清代：属山东省登莱青胶道，归青州府、登州府和莱州府三府及胶州直隶州管辖；
  - 1898年，胶澳 (青岛)和威海卫分别租借给德国和英国。
- 民国：属山东省；
  - 1922年：中国收回胶澳租借地，设立胶澳商埠督办公署，市内区称为青岛市，直属北洋政府；
  - 1930年：中国收回威海卫租借地，置威海卫行政区，直属国民政府行政院。抗战时期改由山东省管辖；
  - 1949年：青岛降格为地级市，归山东省管辖。
- 人民共和国：属山东省，归青岛、烟台、潍坊、威海、日照管辖。

## 经济
| 地市       | GDP (本币) | GDP (美元) | 占全省 GDP 比重 | GDP 年增幅 | 地方财政 一般预算 收入 | 出口 总额 | 城市居民 人均 可支配收入 | 农村居民 人均 纯收入 |
| ---------- | ---------- | ---------- | --------------- | ---------- | ---------------------- | --------- | ------------------------ | -------------------- |
| 山东省总计 | 45,429     | 7,034      | 100             | 10.9       | 3,456                  | 1,258     | 22,792                   | 8,342                |
| 青岛       | 6,615.60   | 1,024.28   | 14.56           | 11.7       | 566.0                  | 405.8     | 28,567                   | 12,370               |
| 烟台       | 4,906.83   | 759.71     | 10.80           | 12.1       | 303.2                  | 266.9     | 26,542                   | 11,716               |
| 潍坊       | 3,541.85   | 548.38     | 7.80            | 11.0       | 253.9                  | 103.6     | 22,508                   | 10,409               |
| 威海       | 2,110.95   | 326.83     | 4.65            | 10.7       | 136.4                  | 107.4     | 25,290                   | 12,334               |
| 日照       | 1,214.07   | 187.97     | 2.67            | 12.1       | 68.5                   | 39.1      | 20,098                   | 8,756                |

山东半岛经济开发较早。公元前8世纪的春秋时代，渔盐业已逐步发展。战国时期，冶铁业和丝麻纺织已有较高水平。汉代成为著名的“东方谷仓”。唐代登州、莱州是对外交往的重要港口。明清时期，胶州成为中国北方最大的贸易口岸。鸦片战争以后经济畸形发展，青岛、威海先后被德国和英国割占。1949年以后，半岛地区优势条件才得以发挥，成为全国著名的花生、水果、水产品和柞蚕丝生产基地。青岛和烟台现正建设经济技术开发区。

### 农业
山东半岛由于其丘陵地貌，气候温和湿润，因而以盛产中国北方地区传统水果而闻名，主要特产有崂山水蜜桃、栖霞苹果、莱阳梨、大泽山葡萄等。

## 交通

### 铁路
- 高速铁路：胶济客运专线、青荣城际铁路、青盐铁路
- 普速铁路：胶济铁路、蓝烟铁路、胶黄铁路、胶新铁路、桃威铁路、益羊铁路、德龙烟铁路（在建）、海青铁路（在建）、董家口疏港铁路（规划）、鳌山湾疏港铁路（规划）、青岛至莱州铁路（规划）

### 高速公路
- 国家高速：
  - 南北纵线： 沈海高速、 日兰高速、 长深高速
  - 东西横线： 荣乌高速、 青银高速、 青兰高速、 青新高速
- 省高速：
  - 南北纵线： 蓬栖高速、 龙青高速、 明董高速、
  - 东西横线： 荣潍高速、 新董高速、 青商高速
  - 市域线： 流亭机场高速、 前湾港区1号疏港高速、 前湾港区2号疏港高速、 前湾港区3号疏港高速

### 机场
青岛胶东国际机场、烟台蓬莱国际机场、威海大水泊机场、潍坊机场、日照山字河国际机场

### 港口
- 青岛港、日照港、烟台港、龙口港、威海港等

## 旅游
山东半岛共有1处国家旅游度假区、3处国家重点风景名胜区、6处国家5A级旅游景区、5处国家级自然保护区、7座全国特色景观旅游名镇（村）、4座国家一级博物馆
- 国家旅游度假区：青岛石老人国家旅游度假区
- 国家重点风景名胜区：崂山、胶东半岛海滨、青州
- 国家5A级旅游景区：烟台市蓬莱阁旅游区、青岛市崂山景区、烟台市龙口南山景区、威海市刘公岛景区、濰坊市青州古城旅遊區、威海市華夏城旅遊景區
- 国家级自然保护区：山旺古生物化石、长岛、马山、荣成大天鹅、昆嵛山
- 全国特色景观旅游名镇（村）：长岛县南长山镇、临朐县冶源镇、安丘市石埠子镇、文登市界石镇、莒县浮来山镇、荣成市西霞口村、昌乐县鄌郚镇
- 国家一级博物馆：青岛市博物馆、中国海军博物馆、中国甲午战争博物馆、青州市博物馆

## 文化

### 历史文化遗存
山东半岛共有4座国家历史文化名城、5座中国历史文化名村、3条中国历史文化名街、1处国家级文化生态保护区、1座重点佛教寺院、1座道教重点宫观、67处全国重点文物保护单位（包括齐长城）、182处省级文物保护单位（包括已被撤销的1处）。
- 国家历史文化名城：青岛市、蓬莱市、烟台市、青州市
- 中国历史文化名村：荣成市宁津街道东楮岛村、青岛市即墨区丰城镇雄崖所村、招远市辛庄镇高家庄子村、招远市张星镇徐家村、昌邑市龙池镇齐西村
- 中国历史文化名街：青岛市八大关、青州市昭德古街、青岛市小鱼山文化名人街
- 国家级文化生态保护区：潍水文化生态保护实验区
- 汉族地区佛教全国重点寺院：青岛市湛山寺
- 道教全国重点宫观：青岛市崂山太清宫
- 全国重点文物保护单位：
  - 青岛市：青岛德国建筑、青岛八大关近代建筑、青岛啤酒厂早期建筑、琅琊台遗址、崂山道教建筑群、青岛朝连岛灯塔、万字会旧址、三里河遗址、西皇姑庵遗址、赵家庄遗址、祓国都城遗址、板桥镇遗址、西沙埠遗址、即墨故城遗址、东岳石遗址、大泽山石刻及智藏寺墓塔林
  - 烟台市：烟台福建会馆、白石村遗址、烟台山近代建筑群、照格庄遗址、烟台西炮台、张裕公司酒窖、邱家庄遗址、牟平恤养院旧址、嘴子前墓群、赵疃地雷战遗址、云峰山、天柱山摩崖石刻、丁氏故宅、归城城址、蓬莱水城及蓬莱阁、南王绪遗址、村里集城址及墓群、戚继光祠堂及戚继光墓、武霖基督教圣会堂、牟氏庄园、北庄遗址、猴矶岛灯塔、曲城故城遗址
  - 潍坊市：十笏园、丰台盐业遗址群、杞国故城遗址、坊子德日建筑群、潍县西方侨民集中营旧址、安丘董家庄汉画像石墓、昌邑县抗日殉国烈士祠、高密故城遗址、崔芬墓、西朱封遗址、魏家庄遗址、东镇庙大殿遗址、驼山石窟（含云门山石窟及石刻）、青州龙兴寺遗址、程家沟古墓、衡王府石坊、青州真教寺、双王城盐业遗址群、呙宋台遗址、王尽美故居
  - 威海市：刘公岛甲午战争纪念地、威海英式建筑、留村石墓群、圣经山摩崖
  - 日照市：两城镇遗址、尧王城遗址、东海峪遗址、丹土遗址
  - 跨市县：齐长城遗址
- 省级历史文化名城[來源請求]：青州、潍坊、莒县、烟台

### 方言

#### 方言传统分类

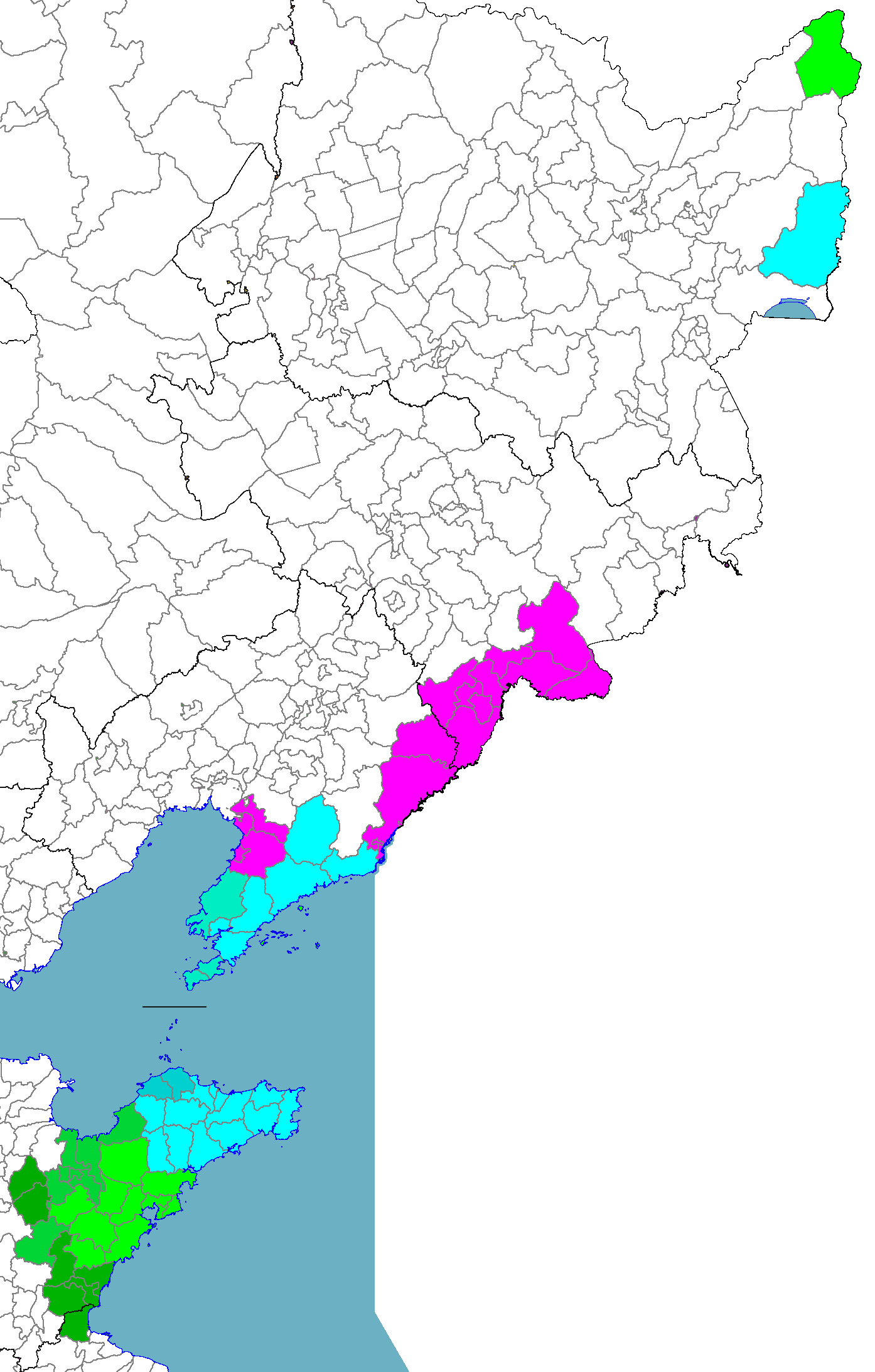
膠遼官話的分布：青色：登連片。綠色：青萊片。洋紅：營通片。

山东方言内部存在不少差异，这表现在语音、词汇、语法各方面。钱增怡、高文达等学者根据各地方言特点，将其分成两个大区：西区、东区；四个小区：西齐区、西鲁区、东潍区、东莱区。 山东半岛地区属于东潍区、东莱区的范围，以莱州、平度、即墨为界，以西（包括上述三县）为东潍区，以东为东莱区，这与胶辽官话青州片与登连片分界一致。
- 东莱小区：
  - 烟台市：芝罘区、福山区、莱山区、牟平区、招远市、栖霞市、莱阳市、海阳市、蓬莱市、龙口市、长岛县
  - 威海市：环翠区、荣成市、文登市、乳山市
  - 青岛市：莱西市
- 东潍小区：
  - 青岛市：市南区、市北区、李沧区、崂山区、城阳区、黄岛区、即墨区、胶州市、平度市
  - 潍坊市：高密市、安丘市、诸城市、寒亭区、昌邑市、青州市、临朐县、潍城区、奎文区、坊子区、昌乐县、寿光市
  - 日照市：五莲县、东港区、岚山区、莒县
  - 烟台市：莱州市

以上东莱区和东潍区大致归胶辽官话。

#### 方言新分类

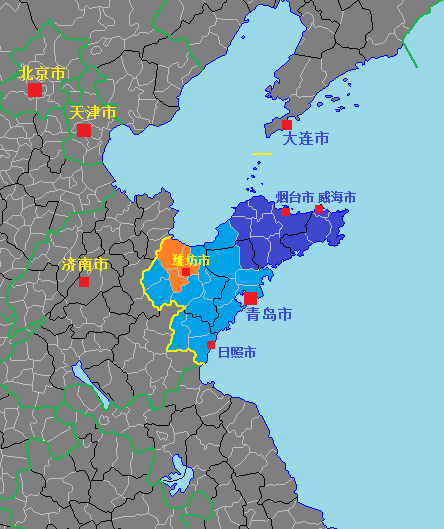
山东半岛胶辽官话之青州片、登州片和冀鲁官话之沧惠片

山东方言的另一种划分方法，即按官话，片，小片这一传统方式来分，方言区与行政区划不是严格对应的，有时存在一个县内部分乡镇属于另一方言区。

##### 胶辽官话
- 青州片
  - 青岛市：市南区、市北区、李沧区、崂山区、城阳区、黄岛区、即墨区、胶州市、平度市
  - 潍坊市：高密市、安丘市、诸城市、寒亭区、昌邑市、青州市、临朐县
  - 日照市：五莲县、东港区、岚山区、莒县
  - 烟台市：莱州市

- 登连片
  - 烟台市：芝罘区、福山区、莱山区、牟平区、招远市、栖霞市、莱阳市、海阳市、蓬莱市、龙口市、长岛县
  - 威海市：环翠区、荣成市、文登市、乳山市
  - 青岛市：莱西市

##### 冀鲁官话
- 沧惠片
  - 潍坊市：潍城区、奎文区、坊子区、昌乐县、寿光市

## 教育
胶东半岛所在的东三府在传统意义上不是山东文教发达的地区，但是近代开埠以来，此地接受了西方传播的新思想，同时经济迅速腾飞，文教事业得以发展。1860年烟台开埠后，美国传教士在蓬莱建立登州文会馆，是为中国大陆境内第一所现代高等教育机构，同时是国内最早的教会大学。德国归还青岛后，建立起了私立青岛大学，后成为了中国海洋大学的前身；此外，在1928年濟南事件后1952年高等学校院系调整前，山东大学一直在青岛设校，称为了今日山大青岛分校的渊源。今日山东半岛地区拥有211高校及分校6所，985高校及分校4所，另有鲁东大学、山东科技大学、青岛科技大学、青岛理工大学等重点本科院校，中国人民解放军海军潜艇学院、中国人民解放军海军航空大学等高等军事学校。
- “985工程”重点建设高校（2所）:
  - 山东大学（青岛校区、威海校区）
  - 中国海洋大学
  - 哈尔滨工业大学（威海）
  - 中国农业大学 (烟台)
- “211工程”重点建设高校（6所）[2]:
  - 中国石油大学 (华东)
  - 北京交通大学（威海）

## 人口
| 区划名称 | 面积（公里²） | 常住人口   | 户籍人口   |
| -------- | ------------- | ---------- | ---------- |
| 山东省   | 157,126.31    | 93,669,800 | 93,455,308 |
| 山东半岛 | 51,972.63     | 29,739,800 | 28,030,354 |
| 青岛市   | 11,175.30     | 8,386,700  | 7,579,910  |
| 烟台市   | 13,746.47     | 6,994,500  | 6,514,743  |
| 潍坊市   | 16,004.89     | 8,836,100  | 8,591,336  |
| 威海市   | 5,697.98      | 2,799,600  | 2,510,553  |
| 日照市   | 5,347.99      | 2,722,900  | 2,833,812  |